# Theo Smit
Pour les articles homonymes, voir Smit.
Theo Smit (né le 5 avril 1951 à Amsterdam et mort le 20 juillet 2023 à Zwanenburg) est un coureur cycliste néerlandais. Professionnel de 1974 à 1989, il a notamment remporté deux étapes du Tour de France 1975, deux étapes du Tour d'Espagne 1976 et plusieurs titres de champion des Pays-Bas sur piste.

## Biographie
Il était membre du club de cyclisme local de HSC De Bataaf Halfweg.
Son fils Dennis a également fait une carrière de cycliste[réf. nécessaire].

## Palmarès sur route

### Palmarès amateur
- 1974
  - 4ea étape de l'Olympia's Tour
  - Tour de Hollande-Septentrionale
  - 7e étape de la Course de la Paix

### Palmarès professionnel
- 1975
  - 5e et 9ea étapes du Tour de France
  - 1re étape du Tour des Pays-Bas
  - 3e du Tour de Zélande centrale
- 1976
  - 2e, 3e, 4e et 6eb étapes du Tour du Levant
  - 3e et 5e étapes du Tour d'Espagne
  - 3e de la Puivelde Koerse
- 1977
  - Prologue des Trois Jours de La Panne (contre-la-montre par équipes)
- 1983
  -  Champion des Pays-Bas du contre-la-montre par équipes[n 2]

## Résultats sur les grands tours

### Tour de France
2 participations
- 1975 : hors délais (10e étape), vainqueur des 5e et 9e étapes
- 1977 : abandon (14e étape)

### Tour d'Italie
1 participation
- 1975 : abandon (5e étape)

### Tour d'Espagne
2 participations
- 1975 : hors délais (10e étape)
- 1976 : abandon (11e étape), vainqueur des 3e et 5e étapes

## Palmarès sur piste

### Championnats des Pays-Bas
| - 1976 - Champion des Pays-Bas des 50 km - 1980 - Champion des Pays-Bas de vitesse - 3e de la course aux points - 3e du scratch | - 1984 - Champion des Pays-Bas de la course aux points - 1985 - Champion des Pays-Bas de keirin |  |